# Бело поле (община Сурдулица)
Вижте пояснителната страница за други значения на Бело поле.
Бело поле е град в Сърбия, Пчински окръг, община Сурдулица с 512 жители (2011).

## Население
В селището живеят 444 пълнолетни граждани. Средната възраст на жителите е 39,5 години. Има 185 домакинства.

### Численост
- 1948 г. – 148 жители
- 1953 г. – 201 жители
- 1961 г. – 238 жители
- 1971 г. – 324 жители
- 1981 г. – 480 жители
- 1991 г. – 568 жители
- 2002 г. – 545 жители
- 2002 г. – 512 жители

### Етнически състав
(2002)
- сърби – 541 души (99,27 %)
- българи – 2 души (0,37 %)
- македонци – 1 човек (0,18 %)
- хървати – 1 човек (0,18 %)